# Колодзейчак, Тимоте
Тимоте́ Кристиа́н Колодзейча́к (фр. Timothée Christian Kolodziejczak; 1 октября 1991, Авьон, Па-де-Кале) — французский футболист, защитник клуба «Париж».

## Клубная карьера
Колодзейчак начал заниматься футболом в возрасте 7 лет в клубе «УС Сен-Морис Лоос-ан-Гоэль». Проведя полгода в этом клубе и ещё год в «Авьоне», он перешёл в академию «Ланса», в которой занимался восемь лет. Его однокашником по школе «Ланса» был Гаэль Какута. По окончании академии, «Ланс» предложил Колодзейчаку пятилетний контракт, но тот отказался, в итоге его отдали в аренду в «Лион» с правом выкупа.
В «Лионе» Колодзейчак, получивший в клубе номер 12, был отправлен в резервную команду. 13 сентября 2008 года он дебютировал за дубль в матче против резервистов «Сент-Этьена» и получил в этой игре жёлтую карточку. 23 ноября 2008 года Коло сыграл свой единственный в сезоне 2008/09 матч за основную команду «Лиона» — вышел на замену на 11-й минуте матча против «Пари Сен-Жермен» (0:1) вместо травмированного Антони Ревейера, в этой игре он тоже отметился жёлтой карточкой. По окончании сезона, «Лион» выкупил трансфер Колодзейчака у «Ланса» за 2,5 миллиона евро и подписал с ним 4-летний контракт.
В последующие годы Колодзейчак так и не получил места в основном составе клуба, лишь изредка выходя на поле в матчах чемпионата Франции и еврокубков. В сезоне 2009/10 он принял участие в 2 матчах чемпионата, в сезоне 2010/11 — в восьми, а в своём последнем сезоне в «Лионе» — лишь в одном. Он также выступал за второй состав «Лиона», и провёл за него 61 матч за четыре года.
Летом 2012 года Колодзейчак перешёл в «Ниццу», также выступающую в Лиге 1, подписал с ней четырёхлетний контракт. В этой команде он сразу стал игроком основы и за первые два сезона провёл 71 игру в чемпионате.
29 августа 2014 года Колодзейчак перешёл в «Севилью», подписав контракт на 4 года.

## Международная карьера
Тимоте Колодзейчак выступал за юношеские и молодёжные сборные Франции с U16 до U20. В юниорской сборной он дебютировал 30 мая 2006 года в игре против Германии в Берлине.
В 2008 году Коло стал финалистом чемпионата Европы для игроков до 17 лет. В полуфинальном матче с Турцией он забил гол, позволивший французам сравнять счёт (1:1), в итоге они победили по пенальти. Этот гол остался единственным для Колодзейчака на молодёжном уровне. В финале сборная Франции с участием Колодзейчака уступила испанцам (0:4).
В 2010 году Колодзейчак в составе французской команды принял участие в финальном турнире Чемпионата Европы среди 19-летних и стал победителем турнира. Он сыграл во всех пяти матчах турнира, в том числе финальном, где французы взяли реванш над сборной Испании (2:1).
В 2011 году Колодзейчак принял участие в чемпионате мира среди 20-летних футболистов, на котором Франция заняла четвёртое место.
Тимоте Колодзейчак имеет право выступать за сборную Польши по футболу. В 15-летнем возрасте поляки предлагали ему выступать за родину предков, но он тогда предпочёл Францию.

## Достижения
«Лион»
- Обладатель Кубка Франции: 2012

«Севилья»
- Победитель Лиги Европы УЕФА: 2014/15, 2015/16

## Личная жизнь
Отец Колодзейчака — поляк, а мать — уроженка Мартиники.